# 날아올라라, 나비
《날아올라라, 나비》는 대만 드라마다.

## 프로그램 소개
직장, 직업인으로 미용실을 소재로 사람들의 이야기를 담아내는 드라마

## 제작진

### 제작사
- JTBC 스튜디오
- 지앤지프로덕션

### 극본
- 박연선

### 연출
- 김보경
- 김다예

## 등장 인물
- 김향기 : 기쁨 역
- 최다니엘 : 안광수 역
- 오윤아 : 미셸 역
- 문태유 : 우현성 역
- 심혜진
- 권아름
- 박정우 : 박무열 역
- 김가희 : 수리 역
- 심은우 : 젠 역

## 참고 사항
- 심은우의 학교 폭력 사건으로 인해 해당 프로그램은 잠시 중단되었다.

## 같이 보기
- 대한민국의 텔레비전 드라마 목록 (ㄴ)
- 2023년 대한민국의 텔레비전 드라마 목록

| JTBC 월화 드라마                              | JTBC 월화 드라마 | JTBC 월화 드라마 |
| 이전 작품                                     | 작품명           | 다음 작품        |
| --------------------------------------------- | ---------------- | ---------------- |
| 한 사람만 (2021년 12월 20일 ~ 2022년 2월 8일) | 날아올라라, 나비 | -                |